# На безымянной высоте (телесериал)
«На безымянной высоте» — российский художественный четырёхсерийный фильм 2004 года режиссёра Вячеслава Никифорова по сценарию Юрия Чернякова. Показывался также в сокращённом виде под названием «Высота 89» (2006).
В фильме показана драматическая история штурма безымянной высоты. Масштабные батальные сцены, бытовые зарисовки военных будней пронизаны сложным личностным отношением героев картины к войне и друг другу. Это не столько описание ужасов войны, сколько рассказ о судьбах людей.

## Сюжет
Великая Отечественная война, конец лета 1944 года, переломный момент в освобождении территории Советского Союза от немецкой оккупации. В полк прибывает пополнение. Судьба свела на безымянной высоте кадрового офицера и бывшего уголовника, военного переводчика и чемпионку по стрельбе — снайпера. Здесь, в белорусских лесах, одна начнет дуэль с немецким снайпером, другой поведёт на смерть роту разведчиков, но прежде они встретят любовь, узнают цену предательства.
По дороге во фронтовую часть, сев в одну полуторку, встречаются отсидевший за хулиганство бывший зек Малахов (Алексей Чадов) и снайпер Ольга (Виктория Толстоганова). Он — рядовой, беззаботный ухарь, до сих пор не нюхавший пороха, верящий в то, что он заговорен от пуль; она — бывшая чемпионка по стрельбе, а ныне сержант, опытный снайпер, имеющий на счету 25 фашистов. Рядом с ними едет из госпиталя старшина Бессонов (Александр Пашутин). Машина попадает под обстрел — на колокольне у развилки дорог засел пулемётчик. Тут проходит боевое крещение Малахова, а Ольга «снимает» очередного нациста.
Попадают они все в одну часть. Ольга вступает в противоборство с немецким снайпером. Малахов попадает в разведроту.
Разведчики никак не могут выполнить задание взять «языка» — мешает немецкий снайпер, отстреливая «языков» после захвата. Ольга никак не может уничтожить снайпера, он оказался опытным офицером войск СС, участником битв в Северной Африке.
В части назревает свадьба военного переводчика Кости Горелова (Роман Подоляко) и связистки Лиды Костроминой (Екатерина Вуличенко). Возвращаясь из штаба в часть на полуторке Костя напоролся на диверсантов, которые бьют его прикладом по очкам (стёкла попадают в глаза) и захватывают машину. Но лейтенант Малютин (Владимир Яглыч), которого полуторка встретила по дороге, распознал противника и уничтожил. Костя остаётся жив, но он ослеп.
Лейтенант Малютин назначенный в разведроту влюбляется в молоденькую связистку Катю Соловьёву (Анна Казючиц), а Малахов ищет пути к сердцу Ольги.
Сопереживая чувствам Ольги по поводу неудач с вражеским снайпером, Малахов предпринимает отчаянную, но неудачную попытку с финкой в руках убить того. Снайпер много раз видел его через прицел, но только пугал, считая ненормальным. Он пощадил его и на этот раз, считая, что Малахов сможет привести его к Ольге.
На участке фронта, на котором стоит часть, назревает наступление. Но безымянная высота на пути наступления — загадка. Неизвестно, насколько сильно она укреплена, какие силы стоят за ней. Принимается решение провести разведку боем, и для такого задания необходимы опытные бойцы.
На основе разведроты создается группа добровольцев, включая и штрафников, которых у капитана-особиста отбил командир части майор Иноземцев (Андрей Голубев). В части играется свадьба между Гореловым и Костроминой и все, кроме них, уходят в бой. Для многих этот бой становится последним.
Ольга уничтожает вражеского аса-снайпера, отряд Малютина в ожесточённом бою ценой больших потерь захватывает высоту и вынужден отражать контратаку немцев. Единственным, кто уцелел, остаётся Малахов.

## В ролях
- Виктория Толстоганова — сержант Ольга Позднеева, снайпер
- Алексей Чадов — рядовой Николай Малахов, разведчик
- Владимир Яглыч — лейтенант Алексей Малютин, разведчик
- Александр Пашутин — старшина Иван Семёнович Бессонов, разведчик
- Андрей Голубев — майор Сергей Павлович Иноземцев, командир 14-го полка
- Анатолий Кот — капитан Шульгин, особист-контрразведчик
- Анатолий Гущин — Прохор
- Николай Чиндяйкин — полковник Егоров
- Роман Подоляко — старший лейтенант Константин Горелов, военный переводчик
- Екатерина Вуличенко — Лида Костромина, связистка
- Геннадий Гарбук — Марек (Маркел Андронов), хозяин хутора
- Ирина Нарбекова — Ева, жена Марека
- Александр Самойлов — подполковник Григорий Нефёдов, зам. по тылу
- Надежда Винокурова — Ася
- Анна Казючиц — Катя Соловьёва, связистка
- Иван Павлов — сержант Степан Каморин, разведчик
- Виталий Котовицкий — сержант Михаил Лопатин, разведчик
- Владимир Мищанчук — майор Самсонов, начальник штаба
- Василий Скрипкин — немецкий снайпер-ас
- Виктор Рыбчинский — офицер штаба
- Владимир Золотухин — военврач
- Александр Жданович — политрук, старший лейтенант
- Юрий Вутто — немецкий полковник
- Вячеслав Солодилов — Ганс Фихте, пленный немец из Фольксштурм
- Иван Мацкевич — «Батя»
- Дмитрий Лабуш — ефрейтор Аверченко, корректировщик артиллерийского огня

## Съёмочная группа
- Генеральный продюсер: Рубен Дишдишян
- Исполнительный продюсер: Глеб Шпригов
- Продюсер: Юрий Мороз
- Режиссёр: Вячеслав Никифоров
- Сценарий: Юрий Черняков
- Оператор: Сергей Зубиков
- Художник: Александр Чертович
- Художник по костюмам: Ирина Гришан
- Композитор: Василий Николаеня
- Песня «Солдат»: музыка — Ариадна Никифорова, слова — Михаил Львов, исполнение — Александр Маршал.

## Факты
- В 1-й серии, в начале, в съёмках участвует грузовая машина с номером И 11-72-15. Та же грузовая машина с номером И 1-72-15 и оторванным куском борта участвовала в съёмках фильма «В августе 44-го…»